# Isogona scindens
Isogona scindens là một loài bướm đêm thuộc họ Erebidae. Nó được tìm thấy ở phần phía nam của Hoa Kỳ tới Paraguay và on St. Kitts, Antigua, Grenada, Jamaica, Cuba, Hispaniola và St. Croix.